# Kalkara
Kalkara és una ciutat de Malta. En el cens de 2005 tenia 2882 habitants i una superfície d'1,8 km². Està situada a l'entrada del Gran Port, a la zona costanera del nord de l'illa. El seu nom prové del mot llatí calce que vol dir llimona.